# Ismael Abdoulaye
Ismael Abdoulaye (5 de noviembre de 1989) es un deportista nigerino que compitió en taekwondo. Ganó una medalla de bronce en el Campeonato Africano de Taekwondo de 2010, en la categoría de –68 kg.

## Palmarés internacional
| Campeonato Africano | Campeonato Africano | Campeonato Africano | Campeonato Africano |
| Año                 | Lugar               | Medalla             | Categoría           |
| ------------------- | ------------------- | ------------------- | ------------------- |
| 2010                | Trípoli (Libia)     | Medalla de bronce   | –68 kg              |